# Der Hauptmann
Der Hauptmann (em inglês, The Captain, no Brasil, O Capitão) é um filme dramático histórico co-produzido internacionalmente em 2017, escrito e dirigido por Robert Schwentke. Ele foi exibido na seção Apresentações Especiais no Festival Internacional de Cinema de Toronto de 2017. Conta a história do criminoso de guerra alemão Willi Herold, que assumiu uma identidade roubada como oficial alemão e orquestrou a morte de desertores e outros prisioneiros em um dos campos de Emslandlager.
Em 2021, a Mares Filmes lançou no Brasil a edição limitada do filme em blu-ray na Versátil Home Vídeo.

## Elenco
- Max Hubacher como Willi Herold
- Milan Peschel como Reinhard Freytag
- Frederick Lau como Kipinski
- Bernd Hölscher como Karl Schütte
- Waldemar Kobus como Hansen
- Alexander Fehling como Junker
- Samuel Finzi como Roger

## Recepção
O agregador de críticas Rotten Tomatoes relata uma taxa de aprovação de 85% com base em 52 resenhas, com uma classificação média de 7,57 / 10. O consenso crítico do site diz: "The Captain apresenta pontos assustadoramente persuasivos sobre o lado negro da natureza humana - e ressalta quão pouco certas tendências realmente mudam."